# Anker Jørgensen
Anker Jørgensen (Copenhague, 13 de julio de 1922-20 de marzo de 2016) fue un político danés. Ocupó el cargo de primer ministro de Dinamarca en dos ocasiones: de 1972 hasta 1973, y de 1975 hasta 1982.
Inició de joven su carrera política, en 1950 se hizo miembro de un sindicato. Lideró la Unión de los Trabajadores Daneses (SiD en danés) entre 1968 y 1972. Mientras era director sindical logró elegirse para el Parlamento de Dinamarca por primera vez el 1964.